# Atrichum
Atrichum és un gènere de molses de la família Polytrichaceae. El nom d'Atrichum deriva del grec θρίξ (thríx, "pèl" o "cabell") precedit pel prefix a- (negació), i es refereix l'absència de pèls semblants a barrets a les caliptres dels esporòfits, a diferència del que s'observa a les espècies del gènere Polytrichum, de la mateixa família. El nom comú "molses de Caterina" a alemanya es remunta a l'anterior nom del gènere, Catharinea, encunyat pel botànic J. E. Ehrhart, que va anomenar a aquest gènere en honor de l'emperadriu Caterina II de Rússia. Aquest gènere és present i comú a Europa, Àsia, Amèrica, Àfrica i Austràlia.

## Característiques
Els individus més vigorosos presenten tiges simples (o rarament ramificades) i s'agrupen formant una catifa folgada. Les fulles són entre oblongo-ovalades i lanceolades, i les vores estan delimitades amb cèl·lules estretes allargades i serrades. A l'assecar-se, les fulles es dobleguen transversalment. La vena principal de les fulles s'estén fins l'extrem de les mateixes i normalment presenta a la part superior de la fulla (adaxial) fins a nou lamel·les verticals. L'esporòfit pot ser tenir forma entre ovada i cilíndrica i presenta 32 dents al peristoma, amb una tapa llarga que recorda al bec d'un ocell.

## Taxonomia
Els països de la zona mediterrània tenen diverses especies d'Atrichum en el seu conjunt. N'hi ha tres presents al territori de Catalunya:
- Atrichum angustatum (Brid.) Bruch & Schimp.
- Atrichum flavisetum Mitt.
- Atrichum undulatum (Hedw.) P. Beauv.